# Mario Pons
Pons  Seelig est un nom espagnol. Le premier nom de famille, en général paternel, est Pons ; le second, en général maternel, souvent omis, est Seelig.
Nelson Mario Pons Seelig, né le 18 décembre 1967, est un coureur cycliste équatorien. Il est considéré comme le meilleur pistard équatorien de tous les temps. Il s'impose, notamment, par deux fois lors des championnats panaméricains. Mario Pons représente son pays lors de deux Jeux olympiques.

## Biographie
Né à Buenos Aires, d'un père équatorien et d'une mère argentine, il réside dès le plus jeune âge à Cuenca, dans la province d'Azuay. Il s'initie au cyclisme lors de son passage au collège "Rafael Borja". Sous les couleurs duquel, il remporte sa première médaille d'or dans le championnat inter-collège de 1982 en vitesse individuelle et sur route. Cette année-là, il devient champion national dans le kilomètre (contre-la-montre) lors des II Juegos Estudiantiles à Ibarra. Cette discipline deviendra rapidement sa principale spécialité. Dès 1983, il remporte sa première médaille internationale à Lima, en poursuite individuelle.
De 1983 à 1993, il sera sans interruption champion national dans les catégories junior puis senior. Il établit de nombreux records nationaux qui pour la plupart n'ont pas encore été battu aujourd'hui. Il réalise en juillet 1989, sa meilleure marque sur le 200 mètres lancé en 10 s 63. Alors que, le même mois, il fixe son meilleur temps à 1 min 3 s 92 sur le kilomètre départ arrêté. Au cours de sa carrière, ses résultats lui ont rapporté de nombreux honneurs et distinctions. Entre autres, il fut désigné meilleur sportif équatorien de l'année 1988 et meilleur cycliste équatorien du XXe siècle. Il eut également l'honneur d'être porteur de la flamme dans le stade Alejandro Serrano Aguilar (es) de Cuenca, lors de l'inauguration des VI Juegos Suramericanos en 1998.
Ses participations aux compétitions continentales commencent lorsqu'encore junior, il termine neuvième du kilomètre des championnats panaméricains senior de Medellín en 1984. En janvier de l'année suivante, il obtient la première médaille panaméricaine pour le cyclisme équatorien en s'emparant, à Montevideo, du bronze dans l'épreuve du kilomètre, mais cette fois, dans la catégorie junior. En 1988, il devient champion panaméricain senior de la vitesse individuelle à Medellín. Deux ans plus tard, il s'octroie un nouveau titre panaméricain en Colombie, à Duitama, dans l'épreuve du kilomètre (il y ajoute une médaille d'argent en vitesse). En 1992, à Quito, il obtient une quatrième médaille panaméricaine (pourtant favori, il doit se contenter de l'argent sur le kilomètre).
Mario Pons est également médaillé lors d'évènements comme les Jeux sud-américains (à Arequipa en 1990) ou les Jeux bolivariens (à Cuenca en 1985 et à Maracaibo en 1989). Il participe, également, à trois championnats du monde (Colorado Springs 1986, Vienne 1987 et Lyon 1989), ainsi qu'à deux Jeux panaméricains (Indianapolis 1987 et La Havane 1991) et aux Goodwill Games de Moscou. Cependant, sa présence à Séoul en 1988 et à Barcelone en 1992, pour y disputer les Jeux olympiques peut être considéré comme les sommets de sa carrière.
Il s'entraîne pendant des années à Colorado Springs sous la direction de Mark Tyson et obtient des victoires dans de nombreux meetings comme au Fred Cappy Trophy (Wisconsin), au Caracol de pista, au Araucano de pista (Colombie) ou à la Copa Caribe de pista (Cuba). Il se retire des vélodromes en 1993.
| Image externe |                                                                      |
|               | En 1999, Mario Pons sur le podium des championnats du monde masters. |

Contre toute attente, il retrouve le chemin des podiums après une blessure au genou contractée lors d'un match de football, disputé avec son université de Colorado Springs. La pratique du vélo recommandée à des fins thérapeutiques a débouché sur un retour à la compétition. Il remporte une médaille de bronze aux championnats des États-Unis, dans sa catégorie d'âge. Et il s'impose au classement toutes catégories des Tuesday nights. Mario Pons s'inscrit, alors, pour les championnats du monde masters. En 1999, à Manchester, dans la catégorie 30-34 ans, il devient champion du monde du kilomètre.
Il vit actuellement au Colorado. Après avoir été marié à une sportive internationale canadienne, il est directeur des ventes pour l'Amérique latine dans une grande entreprise de cycles. Pour garder la forme, il effectue des sorties en VTT, restant toutefois impliqué dans le cyclisme sur piste local. Mario Pons est aussi arbitre de football au niveau collèges et universités.
La partie biographique est tirée quasi exclusivement de son site personnel, (cf. Discussion).

## Résultats et participations aux championnats
| - Séoul 1988 - 18e de la vitesse individuelle (en) (éliminé au repêchage des 1/16e de finale). - 19e du kilomètre (en). - Non-partant dans la seconde manche qualificative de la course aux points. - Barcelone 1992 - 17e du kilomètre. - Colorado Springs 1986 - Vienne 1987 - Lyon 1989 - Indianapolis 1987 - La Havane 1991 - Medellín 1984 - Neuvième du kilomètre - Medellín 1988 - Médaillé d'or de la vitesse individuelle - Duitama 1990 - Médaillé d'or du kilomètre - Médaillé d'argent de la vitesse individuelle - Quito 1992 - Médaillé d'argent du kilomètre | - Moscou 1986 - 16e du kilomètre - Arequipa 1990 - Médaillé d'or du kilomètre - Médaillé d'argent de la vitesse individuelle - Cuenca 1985 - Médaillé d'or de la vitesse individuelle - Médaillé d'argent de la poursuite par équipes - Maracaibo 1989 - Médaillé d'or du kilomètre - Médaillé d'or de la vitesse individuelle |